# Nymphula circealis
Nymphula circealis là một loài bướm đêm trong họ Crambidae.